# Darsena Grande

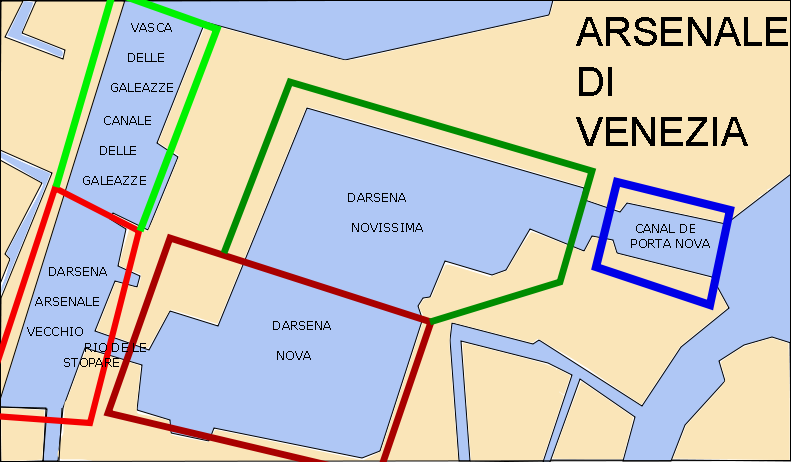
La darsena Grande regroupe les darsena nova (au sud), premier agrandissement de l'arsenal initial et darsena novissima (au nord), second agrandissement.

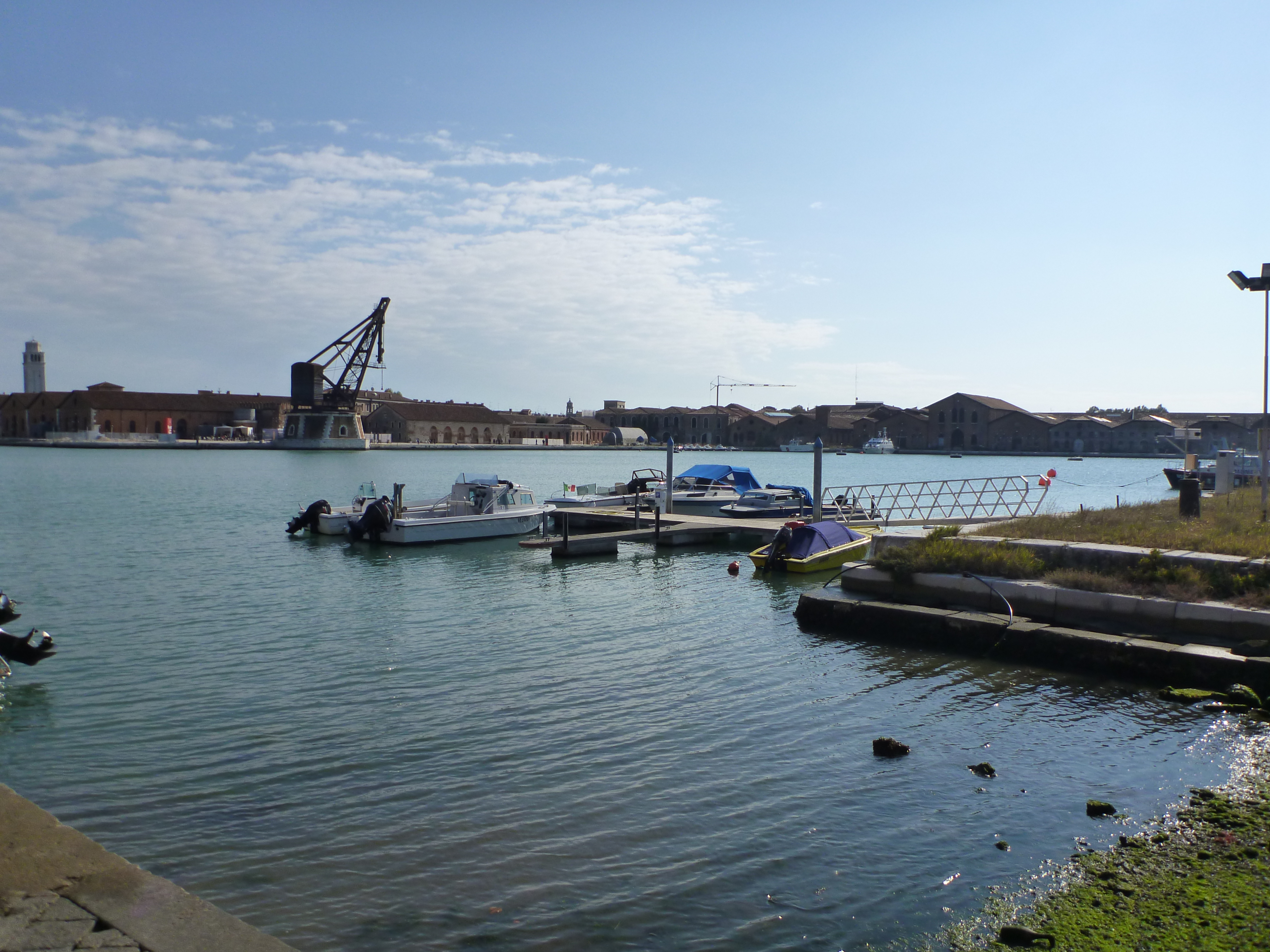

La darsena Grande (grande darse) est une darse de Venise dans l'enceinte de l'Arsenale Vecchio (sestiere de Castello). 

## Description
La darsena Grande a une dimension d'environ 300 mètres sur 300 mètres, avec une superficie d'environ 8,7 ha. Elle est reliée à la darsena Arsenale Vecchio vers l'est par le Rio de le Stopare et se connecte par le Canale di Porta Nuova à la lagune au nord-est de la ville.

## Origine
La mainmise de la République vénitienne sur la construction des flottes marchandes nécessite entre 1303 et 1325 l'agrandissement de l'arsenal, pour multiplier par quatre sa superficie, dans l'est de Venise, où une enceinte secrète de 25 hectares devient le premier site industriel du monde. Ceci crée la Darsena Nuova.
Le succès du commerce drapier, des villes de la Toscane à celles du Nord de l'Europe, Bruges et Gand, pose un nouveau défi à Venise, dont les galères doivent assurer des liaisons de plus en plus longues. Les dimensions de l'arsenal sont à nouveau doublées en 1473, en gagnant à nouveau du terrain vers l'extrémité orientale de la ville, où abondent désormais bassins, cales sèches, fonderies, et magasins de stockage, adaptés aux nouveaux navires et aux nouvelles marchandises. C'est l'émergence de la Darsena Nuovissima.